# Megachile orbiculata
Megachile orbiculata is een vliesvleugelig insect uit de familie Megachilidae. De wetenschappelijke naam van de soort is voor het eerst geldig gepubliceerd in 1930 door Mitchell.